# 4307 Cherepashchuk
4307 Cherepashchuk è un asteroide della fascia principale. Scoperto nel 1976, presenta un'orbita caratterizzata da un semiasse maggiore pari a 2,4124776 UA e da un'eccentricità di 0,0775676, inclinata di 5,17661° rispetto all'eclittica.